# Pour nos vies martiennes
Albums de Étienne Daho
Collection
(1987) Live ED
(1989)
Pour nos vies martiennes est le quatrième album d'Étienne Daho paru le 1er juin 1988. 
Quatre singles seront extraits de cet album : Bleu comme toi, Des heures hindoues, Caribbean Sea et Stay with me. L'album est ressorti en "Deluxe Remastered" le 18 novembre 2016, comme la plupart des albums d'Étienne Daho.
La pochette représente Etienne Daho ressemblant à James Dean perdu et triste dans une fête foraine est signée de l'illustrateur Guy Peellaert.

## Historique
Etienne Daho s'est retrouvé dépassé par le succès de l'album Pop Satori où se perd dans les drogues, l'alcool, le sexe, les concerts et la promotion. Fatigué, il décide d'aller à Londres pour s'isoler et travailler sur de nouvelles chansons. Il explique dans son interview que son exil lui permet de vivre une vie normal lui permettant d'avoir l'inspiration pour écrire de nouvelles chansons. A l'exception de Bleu comme toi et Des Ir écrites avant, les chansons sont écrites rapidement au cours de cet exil.
L'artiste décide de ne pas collaborer avec Arnold Turboust qui commence une carrière solo, préférant faire appel aux services de Ben Rogan (connu pour son travail avec Sade) avec qui il sympathise depuis qu'ils ont commandé le même plat au restaurant. Il forme un groupe avec des musiciens qu'il apprécie pour l'enregistrement qui se déroule très rapidement. Vers la fin des sessions, un des musiciens, David Munday, présente à Etienne une composition au piano qui deviendra Des heures hindoues. Après avoir écrit les paroles en une nuit, l'artiste l'enregistre le lendemain avec son groupe en urgence.

## Réception

### Commerciale
L'album a été disque d'or dès sa sortie en 1988 et disque de platine en 1989.

### Critique
Selon l'édition française du magazine Rolling Stone, cet album est le 47e meilleur album de rock français.

## Titres de l'album
| No  | Titre                | Auteur                         | Durée |
| --- | -------------------- | ------------------------------ | ----- |
| 1.  | Quatre hivers        | Étienne Daho / Xavier Geronimi | 1:29  |
| 2.  | Bleu comme toi       | Étienne Daho                   | 4:48  |
| 3.  | Caribbean Sea        | Étienne Daho / Édith Fambuena  | 4:32  |
| 4.  | Where's My Monkey?   | Étienne Daho / Jérôme Soligny  | 3:50  |
| 5.  | Affaire classée      | Étienne Daho                   | 3:19  |
| 6.  | Des Ir               | Étienne Daho / Arnold Turboust | 3:30  |
| 7.  | Stay with Me         | Oliver Dembling                | 5:24  |
| 8.  | Le Plaisir de perdre | Étienne Daho / Rico Conning    | 4:10  |
| 9.  | Musc et ambre        | Étienne Daho / Arnold Turboust | 3:52  |
| 10. | Winter Blue          | Laurie Mayer / Rico Conning    | 3:41  |
| 11. | Des heures hindoues  | Étienne Daho / David Munday    | 3:31  |

## Deluxe Remastered (1987-1990) - (2016)
| 1.  | Quatre hivers                                                                       | Étienne Daho / Xavier Geronimi                                            | 1:29 |
| 2.  | Bleu comme toi                                                                      | Étienne Daho                                                              | 4:48 |
| 3.  | Caribbean Sea                                                                       | Étienne Daho / Édith Fambuena                                             | 4:32 |
| 4.  | Where's My Monkey?                                                                  | Étienne Daho / Jérôme Soligny                                             | 3:50 |
| 5.  | Affaire classée                                                                     | Étienne Daho                                                              | 3:19 |
| 6.  | Des Ir                                                                              | Étienne Daho / Arnold Turboust                                            | 3:30 |
| 7.  | Stay with Me                                                                        | Oliver Dembling                                                           | 5:24 |
| 8.  | Le Plaisir de perdre                                                                | Étienne Daho / Rico Conning                                               | 4:10 |
| 9.  | Musc et ambre                                                                       | Étienne Daho / Arnold Turboust                                            | 3:52 |
| 10. | Winter Blue                                                                         | Laurie Mayer / Rico Conning                                               | 3:41 |
| 11. | Des heures hindoues                                                                 | Étienne Daho / David Munday                                               | 3:31 |
| 12. | Bleu comme toi (Light Blue Long Version)                                            | Étienne Daho                                                              | 5:42 |
| 13. | Caribbean Sea (Longue Plage Version)                                                | Étienne Daho / Édith Fambuena                                             | 5:17 |
| 14. | Stay with Me (UK Single Edit)                                                       | Oliver Dembling                                                           | 4:32 |
| 15. | Des heures hindoues (Extended)                                                      | Étienne Daho / David Munday                                               | 5:38 |
| 16. | Paris Sens Interdit (Arthur Baker and the Backbeat Disiples featuring Étienne Daho) | Arthur Henry Baker-Stanley Kimball-Caroline Loeb-Étienne Daho-Suart Morse | 4:14 |
| 17. | La Ville (En duo avec Daniel Darc)                                                  | Daniel Darc                                                               | 3:31 |

| 1.  | Prélude (Live 1989)                                                 |                                            | 0:41 |
| 2.  | Quatre Hivers (Live 2004)                                           |                                            | 1:26 |
| 3.  | Bleu Comme Toi (Live 2004)                                          |                                            | 3:13 |
| 4.  | Carabbean Sea (Live 1989)                                           |                                            | 4:12 |
| 5.  | Affaire classée (Live 1989)                                         |                                            | 3:08 |
| 6.  | Stay with Me (Live 1989)                                            |                                            | 5:00 |
| 7.  | Le Plaisir de perdre (Live 1989)                                    |                                            | 4:19 |
| 8.  | Le Grand Sommeil (Live 1989)                                        | Étienne Daho                               | 3:35 |
| 9.  | Des heures hindoues (Live 2004)                                     |                                            | 3:25 |
| 10. | Bleu comme toi (Démo)                                               |                                            | 4:00 |
| 11. | Des Ir (Démo)                                                       |                                            | 3:18 |
| 12. | L'idole Des Jeunes                                                  | Jack Lewis Adaptation : Ralph Bernet       | 2:36 |
| 13. | L'Amour Avec Toi                                                    | Michel Polnareff                           | 3:09 |
| 14. | Don't Forget The Nite                                               | Catherine Ringer/Fred Chichin              | 2:39 |
| 15. | Waters Of The Moon (Working Week avec Étienne Daho et Julie Tippet) | Working Week Texte Français : Étienne Daho | 4:38 |
| 16. | Sometimes (Bill Pritchard en duo avec Étienne Daho)                 | William Pritchard                          | 3:02 |
| 17. | The Shadow Of Your Smile (Live)                                     | Paul Webster/John Mandel                   | 1:59 |
| 18. | Don't Leave Me This Way (En duo avec Chris Isaak)                   | Ricky Nelson                               | 2:04 |
| 19. | Un Homme à La Mer (Chanson du film Tant pis pour l'idaho)           |                                            | 3:48 |

## Musiciens
- Étienne Daho : chant et chœur
- Xavier Geromini : guitare
- Busta Jones : basse
- David Munday : clavier
- Ben Rogan : percussions
- Chuck Sabo : batterie